# Virectarieae
Virectarieae es una tribu de plantas perteneciente a la familia Rubiaceae.

## Géneros
Según NCBI
- Hekistocarpa - Virectaria[1]